# Prova direta
Na matemática e lógica, uma prova direta é uma forma de mostrar que certa afirmação é falsa ou verdadeira através de uma combinação de axiomas, lemas e teoremas já estabelecidos. Em cada passo, usa-se implicação "Se p, então q" com p sendo verdadeiro.

## Exemplo
Este exemplo ilustra a diferença entre um prova direta e uma prova por contradição, dita indireta. Considere o teorema da desigualdade das médias:
Se p e q são números reais não-negativos então:
{\displaystyle {\sqrt {pq}}\leq {\frac {p+q}{2}}\,}

### Prova direta
{\displaystyle (p-q)^{2}\geq 0\,}
expandindo:
{\displaystyle p^{2}-2pq+q^{2}\geq 0\,}
somando 4pq a cada lado:
{\displaystyle p^{2}+2pq+q^{2}\geq 4pq\,}
fatorando:
{\displaystyle (p+q)^{2}\geq 4pq\,}
extraínda a raiz quadrada (aqui se usa que {\displaystyle p+q\geq 0\,} e {\displaystyle pq\geq 0\,}):
{\displaystyle (p+q)\geq 2{\sqrt {pq}}\,}
logo
{\displaystyle {\frac {p+q}{2}}\geq {\sqrt {pq}}\,}
o o resultado segue.

### Prova por contradição
Suponha, por absurdo, que existem dois números reais não negativos p e q tais que:
{\displaystyle {\sqrt {pq}}>{\frac {p+q}{2}}\,}
então, tomando quadrados, temos:
{\displaystyle pq>{\frac {(p+q)^{2}}{4}}\,}
o que implica:
{\displaystyle 4pq>p^{2}+2pq+q^{2}\,}
ou, reescrevendo:
{\displaystyle 0>p^{2}-2pq+q^{2}\,}
fatorando o lado direito:
{\displaystyle 0>(p-q)^{2}\,}
o que é um absurdo pois :{\displaystyle (p-q)^{2}\geq 0\,}.